# سی‌پینگ
سی‌پینگ (به چینی: 四平市) یک شهر در سطح ولایت در جمهوری خلق چین است که در استان جی‌لین واقع شده‌است.

## خصوصیات
سی‌پینگ ۱۰٬۲۴۱٫۷۵ کیلومترمربع مساحت و ۱٬۸۱۴٬۷۳۳ نفر جمعیت دارد و ۱۶۴ متر بالاتر از سطح دریا واقع شده‌است.

## خواهرخوانده
شهرهای بلوگورسک، استان آمور و مخاچ‌قلعه خواهرخوانده‌های سی‌پینگ هستند.

## شهرها و شهرستان‌ها
تا پیش از ۱۶ ژوئن ۲۰۲۰ میلادی، شهر گونگ‌ژولینگ (به چینی: 公主岭市) تابع سی‌پینگ بوده. در آن تاریخ، این شهر از تابعیت سی‌پینگ در آمده و به شهر چانگچون واگذار شد.
|                              |                |                        |            |                      |             |                               |                                 |  |  |  |
| نام                          | حروف چینی      | پین‌یین                 | جمعیت-۱۳۹۹ | مساحت (کیلومتر مربع) | تراکم جمعیت | زبان منچو                     | لاتین‌نویسی (مولندورف)           |  |  |  |
| منطقه تیه‌دونگ                | 铁东区         | Tiědōng Qū             | ۳۱۳٬۶۵۰    | ۸۹۱٫۵۱               | ۳۵۱٫۸۲      |                               |                                 |  |  |  |
| منطقه تیه‌شی                  | 铁西区         | Tiěxī Qū               | ۳۱۴٬۳۰۷    | ۴۹۳٫۷۲               | ۶۳۶٫۶۱      |                               |                                 |  |  |  |
| شهر شوانگ‌لیاو                | 双辽市         | Shuāngliáo Shì         | ۳۱۷٬۷۵۸    | ۳٬۰۹۷٫۳۴             | ۱۰۲٫۵۹      |                               |                                 |  |  |  |
| شهرستان لی‌شو                 | 梨树县         | Líshù Xiàn             | ۵۳۷٬۱۴۵    | ۳٬۵۴۱٫۷۲             | ۱۵۱٫۶۶      |                               |                                 |  |  |  |
| شهرستان خودمختار یی‌تونگ منچو | 伊通满族自治县 | Yītōng Mǎnzú Zìzhìxiàn | ۳۳۱٬۸۷۳    | ۲٬۵۲۷٫۱۴             | ۱۳۱٫۳۲      | ᡳᡨᡠ᠋ᠩ ᠮᠠᠨᠵᡠ ᠪᡝᠶᡝ ᡩᠠᠰᠠᠩᡤᠠ ᡥᡳᠶᠠᠨ | itūng manju beye dasangga hiyan |  |  |  |